# Alejandro de Lincoln
Alejandro de Lincoln (en inglés: Alexander of Lincoln, fallecido en febrero de 1148) fue obispo de Lincoln, Inglaterra, en la Edad Media, miembro de una importante familia administrativa y eclesiástica. Sobrino de Roger de Salisbury, obispo de Salisbury y canciller de Inglaterra bajo Enrique I, Alejandro estaba también emparentado con Nigel de Ely. Fue educado en Laon y sirvió en la diócesis de su tío como archidiácono a principios de los años 1120. A diferencia de sus parientes, no desempeñó cargo alguno en el gobierno antes de ser nombrado obispo de Lincoln en 1123. Además, visitó asiduamente la corte del rey Enrique después de su elevación al sistema de gobierno episcopal, a menudo como testigo de documentos reales, en su función de juez real en Lincolnshire.
Aunque a Alejandro se lo conoce por su estilo de vida ostentoso y lujoso, fundó numerosos albergues religiosos en su diócesis y fue un activo constructor y mecenas literario. También asistió a los concilios eclesiásticos y reorganizó su diócesis mediante el aumento del número de archidiáconos y la creación de prebendas para apoyar al clero de su catedral. Bajo el sucesor de Enrique, Esteban, Alejandro se vio envuelto en la caída en desgracia de su familia, y fue encarcelado junto con su tío Roger en 1139. Posteriormente, apoyó brevemente a la rival de Esteban, Matilde, pero a finales de los años 1140 Alejandro volvió a respaldar a Esteban. Pasó gran parte a finales de los años 1140 en la corte papal en Roma, pero falleció en Inglaterra a principios de 1148. Durante su posición en el gobierno episcopal, comenzó la reconstrucción de la catedral, que había sido destruida por el fuego. Alejandro fue mecenas de los cronistas medievales Enrique de Huntingdon y Godofredo de Monmouth, y también sirvió como mecenas eclesiástico de los eremitas Cristina de Markyate y Gilberto de Sempringham, el fundador de la orden gilbertina.

## Primeros años
Fue sobrino de Roger, obispo de Salisbury, probablemente hijo del hermano de Roger, Humphrey. El nombre de su madre, Ada, se conoce por los registros memoriales o libros de obituarios de la Catedral de Lincoln. El hermano de Alejandro, David, fue archidiácono de Buckingham en la diócesis de Lincoln. Entre otros parientes figuran personajes como Nigel, otro sobrino de Roger, y Adelelm, más tarde Tesorero de Inglaterra, que aparece como sobrino de Roger, pero que puede ser su hijo. Es posible, aunque no está comprobado, que Nigel fuera realmente su hermano y no su primo. El hijo de Roger, Roger le Poer, que más tarde se convierte en canciller de Inglaterra, es también su primo. Su primo Nigel tuvo un hijo, Richard FitzNeal, que llegaría a ser Lord Tesorero y obispo de Londres. Alejandro también tuvo un sobrino llamado Guillermo, que se convirtió en un archidiácono, y un sobrino nieto llamado Robert de Alvers.
La fecha de nacimiento de Alejandro es desconocida. Fue educado en Laon junto con su primo Nigel, en la escuela del maestro Anselmo de Laon,y volvió a Inglaterra en fecha desconocida.El historiador Martin Brett cree que Alejandro probablemente sirvió como capellán real al principio de su carrera, aunque hay fuentes apoyan esta conjetura.Alejandro era un archidiácono de la diócesis de Salisbury por 1121, en virtud de su tío. Mientras que ocupa ese cargo, fue acreditado con una escritura de un glosario de inglés antiguo términos legales en lengua anglonormanda, titulado Expositiones Vocabulorum. A diferencia de su primo Nigel, Alejandro no parece haber entrado en el rey o administración antes de su nombramiento como obispo y sólo ha atestiguado o presenciado una carta real antes de su elevación al episcopado en 1123.

## Obispo
Alejandro fue nombrado obispo de Lincoln el abril de 1123 y consagrado el 22 de julio de 1123, en una ceremonia celebrada en Canterbury. Debió su nombramiento a la influencia de su tío con Enrique I, y la versión de Peterborough de la Crónica anglosajona remarca que la elevación de Alejandro al episcopado fue hecha enteramente por el amor de Roger.
Durante su mandato como obispo Alejandro se aseguró la sumisión de la Abadía de St Albans a su diócesis y fundó varios monasterios, incluyendo el Priorato de Haverholme (una casa Gilbertina), Dorchester on Thames (una casa de la orden de Arrouaise), Louth Park y Thame; Louth fue una de las primeras casas cistercienses en Inglaterra, y Dorchester fue la refundación de una antigua colegiata.  Durante su episcopado se fundaron en su diócesis 13 abadías cistercienses y siete conventos. El mismo Alejandro consagró la iglesia en Markyate usada por la mística medieval Christina Markyate y sus monjas, y fue él el que la consagró como ermita en la Abadía de St Albans. Fundó un hospital para leprosos en Newark-on-Trent.
Aunque Alejandro era un testigo frecuente de cartas y documentos reales, no hay evidencia de que disfrutara un cargo oficial después de su nombramiento como obispo, a diferencia de sus parientes Roger y Nigel. Sin embargo, posteriormente parece haberse convertido en un personaje habitual de la corte, atestiguando frecuentemente cartas reales después de 1123, y probablemente actuó como juez real en Lincolnshire y la ciudad de Lincoln. También estuvo al cargo de los castillos reales en Newark, Sleaford y Banbury, y confirmó donaciones a la iglesia en Godstow.
Asistió probablemente al concilio eclesiástico de 1125 celebrado en Westminster por el legado papal Juan de Crema, y poco después acompañó al legado papal en su viaje de regreso a Roma. Todavía estaba en Roma en 1126, y pudo haber ayudado a obtener una confirmación papal de la propiedad de su tío sobre la Abadía de Malmesbury, la Abadía de Abbotsbury, y Horton. En algún momento, durante su episcopado, se estableció un octavo arcedianato en su diócesis, para el área de West Riding de Lindsey. Además de estas reorganizaciones, Alejandro tenía numerosos clérigos en su casa personal, incluyendo Gilberto de Sempringham, que más tarde fundaría la orden Gilbertina. Otros miembros de la familia del obispo fueron Ralph Gubion, que llegaría a ser abad de St Albans, y un estudioso de la Biblia italiano llamado Guido o Wido, que enseñaba la materia mientras servía en casa del obispo.
Alejandro presidió la organización de su diócesis en prebendas para mantener el clero de la catedral; estableció al menos una nueva prebenda y aumentó otras dos. También asistió a los concilios de 1127 y 1129, que fueron convocados por Guillermo de Corbeil, Arzobispo de Canterbury. Más tarde, durante 1133 y 1134, él y el arzobispo se pelearon, pero la naturaleza exacta de su controversia es desconocida. Guillermo y Alejandro viajaron a Normandía en 1134 para solicitar al rey que resolviera su disputa.

## Reinado de Esteban

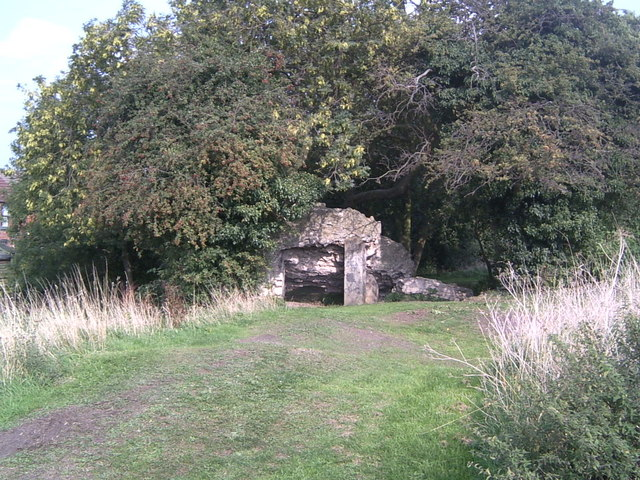
Restos de Sleaford Castle.

Después de la muerte de Enrique en 1135, la sucesión fue disputada entre Esteban y su hermano mayor Teobaldo, Conde de Champaña, ambos sobrinos de Enrique, y Matilda, el único descendiente legítimo superviviente del rey, conocida como la emperatriz Matilda por su primer matrimonio con el Emperador del Sacro Imperio, Enrique V. El único hijo legítimo varón de Enrique I, Guillermo había muerto en 1120 en el naufragio del Barco Blanco. Después de que Matilda enviudara en 1125, regresó a Inglaterra, donde su padre la casó con Godofredo, conde de Anjou. Se exigió a todos los magnates de Inglaterra y Normandía jurar lealtad a Matilda como heredera del trono, pero tras la muerte de Enrique I en 1135, Esteban se hizo coronar rey antes de que su hermano o Matilda pudieran reaccionar. Los barones normandos aceptaron a Esteban como duque de Normandía, y Teobaldo se contentó con sus posesiones en Francia. Pero Matilda era menos conformista y buscó el apoyo del rey de Escocia, David, tío materno suyo, y en 1138 la de su medio hermano, Robert, conde de Gloucester, hijo ilegítimo de Enrique I.
La elección de Teobaldo de Bec como Arzobispo de Canterbury se anunció en el Consejo de Westminster en 1138. El cronista medieval Gervase de Canterbury escribe que 17 obispos asistieron al concilio, lo que implica que Alejandro estaba presente. Después de una fallida expedición a Normandía en 1137, la influencia del tío de Alejandro, Roger de Salisbury, se desvaneció en la corte, pero el rey no tomó ninguna medida en contra de la familia que les pudiera incitar a la rebelión. A principios de 1139, Esteban pudo haber nombrado a William d'Aubigny conde de Lincoln, quizás en un intento de limitar la influencia de Alejandro en Lincolnshire.
En junio de 1139 un caballero resultó muerto en una refriega en Oxford entre hombres de Roger de Salisbury y un grupo de nobles. El rey ordenó  a Roger que se presentara en la corte para dar explicaciones y entregar los castillos que custodiaba, a lo que Roger se negó, lo que llevó a su detención y la de Alejandro; otro sobrino de Roger, Nigel, consiguió evadirse. Otra posible explicación de las detenciones se ofrece en la Gesta Stephani, una crónica contemporánea, que nos informa de que el rey temía que Roger y sus sobrinos estuvieran planeando entregar sus castillos a la emperatriz Matilda. Esteban, por otro lado, pudo haber estado tratando de hacer valer sus derechos sobre los castillos, y demostrar su autoridad sobre sus vasallos más poderosos. Alejandro fue encarcelado en Oxford, en condiciones descritas por algunos cronistas medievales como malas.
Desde el trabajo de Enrique de Huntingdon, que escribió en los años anteriores a 1154 y que consideraba las acciones de Esteban como una traición contra el clero que le valió el castigo divino el arresto de Alejandro ha sido visto por muchos historiadores como un punto de inflexión en el reinado de Esteban. Escribiendo en la década de 1870, el historiador William Stubbs consideró que el arresto destruyó la administración real, pero los historiadores modernos han ofrecido diferentes explicaciones para los problemas que siguieron, no todos relacionados con el arresto del obispo.
Después de los arrestos Roger y de Alejandro, Nigel desafió al rey. Los castillos de los obispos se negaron a entregarse ante el rey, por lo que Esteban amenazó con matar de hambre a Alejandro y Roger hasta que lo hicieron. Sleaford y Newark se rindieron y se dieron a la custodia de Robert, conde de Leicester. Robert confiscó también algunas de las propiedades episcopales de Lincoln, que estaban siendo disputadas conde y el obispo.  Alejandro posteriormente excomulgó a Robert cuando éste se negó a devolver el castillo a Alejandro. Alejandro entonces solicitó al Papa Inocencio II en 1139 su apoyo parar recuperar el castillo de Newark.
El hermano de Esteban, Enrique de Blois, obispo de Winchester y uno de los principales partidarios del rey, había sido recientemente nombrado legado pontificio. Enrique se opuso a las acciones de Esteban de detener a los obispos y confiscar sus bienes, ya que contravenían la ley canónica. Enrique convocó un concilio legatino en Winchester para discutir el tema, que terminó sin ningún tipo de acuerdo, aunque ambas partes amenazaron excomunión y afirmaron apelarían a Roma y al papado por apoyo. Alejandro no asistió al consejo de Winchester, pero su tío sí lo hizo. No parece haber guardado resentimiento hacia el rey por su encarcelamiento y trabajó con Esteban durante sus últimos años de reinado.
En 1141, Alejandro y los ciudadanos de la ciudad de Lincoln pidieron que Esteban intercediera ante Ranulf de Gernon, el conde de Chester, que estaba tratando de ejercer lo que él consideraba como sus derechos sobre el Castillo de Lincoln. Esteban puso sitio a la esposa de Ranulf y su medio hermano en el castillo, pero el conde se escapó y buscó la ayuda de Robert de Gloucester, medio hermano de Matilda y su principal partidario. Tras la llegada de Robert a Lincoln, el 2 de febrero de 1141 tuvo lugar una batalla, en la que Esteban fue capturado por las fuerzas de Matilda. Alejandro estuvo presente en Oxford en julio de 1141, en la corte celebrada por la emperatriz Matilda, para tratar de consolidar su dominio sobre Inglaterra. Los ciudadanos de Londres se opusieron al gobierno de Matilda cuando llegó a la ciudad, y la expulsaron; Robert de Gloucester fue capturado poco después, siendo intercambiado por Esteban ese mismo año. En los siguientes años, hasta 1148, se produjo un período de guerra civil en Inglaterra, a menudo conocido como La anarquía, en el que ni Matilda ni Esteban controlaban el país.

## Patronato

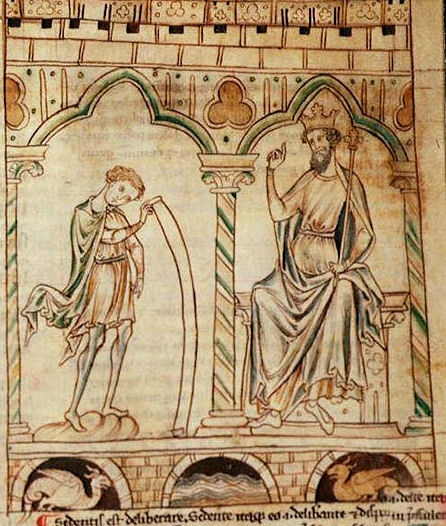
Página del manuscrito del siglo XIII de las Prophecies of Merlin

Alejandro era partidario de la orden gilbertina recién fundada por Gilbert de Sempringham, y fue también conocido como un mecenas de la literatura. Comisionó a Godofredo de Monmouth para que escribiera las Profecías de Merlin, que Geoffrey le dedicó. Patrocinó también a Enrique de Huntingdon, al que encomendó la escritura de su obra histórica.
También reconstruyó la catedral de Lincoln después de que hubiera sido destruido por un incendio en una fecha desconocida. Hizo construir bóvedas de piedra e inició la construcción de la fachada oeste de la catedral, concluida por su sucesor. Los únicos vestigios del trabajo de Alejandro se encuentran las puertas talladas y el friso del frente oeste. El autor de la Gesta Stephani afirmó que las adiciones de Alejandro hicieron la catedral de Lincoln "más hermosa que antes, y por detrás de ninguna otra en el reino". Tradicionalmente, se ha atribuido a Alejandro la instalación de la pila bautismal de la catedral de Lincoln, hecha en mármol de Tournai. Estudios recientes, sin embargo, ha puesto en duda esta teoría y sugieren que la fuente fue tallada por orden del sucesor de Alejandro, Robert de Chesney.
Esteban concedió a Alejandro el terreno en el que se levantó el Antiguo Palacio Episcopal de Lincoln, aunque no está claro si se trataba de Alejandro o de su sucesor como obispo que comenzó la construcción del edificio existente. La donación de Esteban se añadió a una anterior realizada por Enrique I, del Eastgate en Lincoln, como residencia episcopal. Los trabajos encargados por Alejandro han sobrevivido en los tres castillos que construyó en Newark-on-Trent, Sleaford, y probablemente Banbury.
El apodo de Alejandro, "el Magnífico", refleja su estilo de vida ostentoso y lujoso. Enrique de Huntingdon afirma que este fue un apodo contemporáneo. Alejandro fue reprendido por Bernardo de Claraval por su estilo de vida. Pudo haber sido responsable de la educación de un hijo ilegítimo del rey Enrique, ya que dos diplomas de Alejandro son atestiguados por un tal Guillermo, descrito como hijo del rey. Impulsó también avanzó la carrera de sus familiares, nombrando a su pariente Adelelm como Decano de Lincoln durante su episcopado. Otro miembro de su hacienda fue Robert Gubion, más tarde abad de la Abadía de San Albano.
El cronista medieval Guillermo de Newburgh escribió que Alejandro fundó varios monasterios, "para eliminar el odio" que había incurrido a causa de su construcción de castillos. El mismo Alejandro declaró explícitamente que su fundación de Louth tenía la intención de asegurar la redención de sus pecados, así como la salvación del rey Enrique I, su tío Roger de Salisbury, y sus padres. Alejandro también jugó un papel en la fundación de Newhouse Abbey en torno a 1143. Aunque la fundación real fue de Peter de Goxhill, Alejandro y su sucesor emitieron cartas de confirmación y pusieron al nuevo monasterio bajo su protección.

## Muerte
Alejandro pasó la mayor parte de 1145 y 1146 en la corte papal en Roma, aunque en algún momento durante ese período estuvo en Inglaterra como uno de los testigos del acuerdo de paz firmado entre los condes de Chester y Leicester. Regresó a la corte papal, a continuación, en Auxerre, en 1147, pero estaba en Inglaterra en el momento de su muerte al año siguiente. Enrique de Huntingdon dice que Alejandro contrajo su última enfermedad durante el viaje. Alejandro murió en febrero de 1148, probablemente el día 20, ya que la fecha de su muerte se conmemoró en la Catedral de Lincoln, y fue enterrado en Lincoln el 25 de febrero de 1148. La tumba no se conserva, pero documentos del siglo XII informan de que Alejandro legó a la catedral numerosos libros, en su mayoría obras bíblicas.